# Marc Mero
Marc Mero (Buffalo, 9 luglio 1960) è un ex wrestler statunitense.
È noto per i suoi trascorsi nella World Championship Wrestling dove lottò con il ring name Johnny B. Badd, e nella World Wrestling Federation dove lottò con il suo vero nome.

## Biografia
Mero nacque a Buffalo. I suoi genitori divorziarono quando lui aveva solo otto anni. All'età di dodici anni, Mero iniziò a giocare ad hockey. Giocò ad hockey fino all'età di quindici anni.
Mero iniziò poi a giocare a football. Nello stesso anno, si allenò anche nella boxe sotto la guida di Ray Rinaldi. La sua carriera da boxer finì con un incidente stradale. Dopo una breve carriera nel bodybuilding, tentò la fortuna nel wrestling.
Mero nel 2014 avrebbe dovuto subire un intervento alla valvola mitralica a causa dell'ingrossamento del cuore (dovuto all'abuso di steroidi e di stupefacenti). I medici hanno sostenuto, successivamente, che il cuore si era ridotto di dimensioni e quindi il trapianto non era "ancora" necessario. In occasione di un evento per la Festa della Mamma Mero ha dichiarato di essere andato in overdose tre volte nella sua vita e di aver rischiato di morire.

## Carriera

### World Championship Wrestling (1991-1996)
Nel 1990, Mero si trasferì a Tampa per allenarsi sotto la guida della famiglia Malenko. Debuttò nel 1991 nella Floridian Sun Coast Professional Wrestling promotion. Parecchi mesi più tardi, Mero partecipò ad un tryout per la World Championship Wrestling dove perse contro Doom in pochi minuti. Dopo diverse apparizioni come jobber, firmò un contratto grazie a Dusty Rhodes che vide del talento nel ragazzo. Mero si esibì come Johnny B. Goode (una gimmick ispirata alla rockstar Little Richard). Sotto questo nome, Mero vinse il WCW World Television Championship in tre occasioni. Nel 1996 lasciò la WCW.

### World Wrestling Federation

#### Intercontinental Championship (1996–1997)

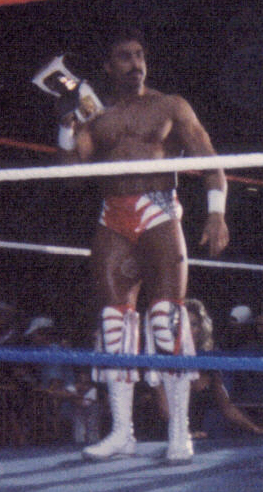
Marc Mero nel 1996

Nel 1996 dopo aver lasciato la WCW, firmò un contratto con la World Wrestling Federation (WWF) e iniziò a lottare con il suo vero nome poiché la WCW aveva i diritti del nome Johnny B. Bad. Mero debuttò come beniamino del pubblico il 31 marzo a WrestleMania XII salvando Rena "Sable" Mero da Hunter Hearst Helmsley. Mero fece il suo debutto sul ring la notte successiva a Monday Night Raw sconfiggendo Isaac Yankem, DDS. A partire dal 15 aprile a Raw, iniziò ad essere accompagnato da Sable adottando il soprannome "Wildman". Dopo aver sconfitto Helmsley al suo debutto in pay-per-view a In Your House 8, Mero si qualificò al King of the Ring sconfiggendo prima Skip il 10 giugno e Owen Hart ai quarti di finali la settimana seguente per poi perdere contro Steve Austin alle semifinali. Iniziò poi una rivalità con Goldust che affrontò a SummerSlam perdendo.
In seguito, conquistò l'Intercontinental Championship sconfiggendo Faarooq il 23 settembre a Raw in un torneo dopo essere stato reso vacante da Ahmed Johnson per un infortunio; Mero difese il titolo contro Goldust con l'aiuto di Mr. Perfect a In Your House 11. Perse il titolo la sera seguente a Raw contro Hunter Hearst Helmsley Mero formò una squadra con altri tre wrestler (Jake Roberts, The Stalker e il nuovo arrivato Rocky Maivia) per rivaleggiare con quella di Helmsley (Hunter Hearsy Helmsley, Goldust, Crush e Jerry Lawler) alle Survivor Series, con la squadra di Mero che uscì vittoriosa. Mero affrontò Helmsley per l'Intercontinental Championship a In Your House 12: It's Time dove vinse per count-out; un titolo non può essere vinto per count-out, di fatto Helmsley mantenne il titolo.
Nella puntata di Raw del 3 febbraio 1997, ebbe la sua ultima opportunità titolata per l'Intercontinental Championship contro Helmsley non riuscendo a vincere il titolo. Nello stesso mese, si infortunò al legamento crociato anteriore e rimase fuori per sei mesi.

#### Faida con Sable (1997–1999)
Mero tornò nei programmi televisivi della WWF il 6 ottobre a Raw Is War con la gimmick di un pugile prestato al wrestling soprannominandosi "Marvelous", dove sconfisse Miguel Pérez. Dopo aver sconfitto diversi jobber come Marty Garner, Brian Christopher, Flash Funk, e Savio Vega, Mero divenne lentamente un heel dopo essere diventato geloso delle attenzioni che riceveva Sable costringendola a tornare nel backstage e a indossare in un'occasione un sacco di patate che Sable tolse mostrando un bikini. In quel periodo, affrontò il pugile Butterbean a D-Generation X: In Your House dove perse per squalifica.
Nel 1998, l'ossessione nei confronti di Sable continuò e si alleò con Goldust e la sua valletta Luna Vachon per umiliare Sable durante gli incontri. Successivamente, iniziò una breve rivalità con lo stesso Goldust che aveva assunto degli atteggiamenti fisici nei confronti di Sable; Mero e Sable sconfissero Goldust e Luna in un tag team match a WrestleMania XIV. La storyline si concluse in un match a Over the Edge: In Your House, che vinse con un inside cradle dopo aver detto a Sable che si sarebbe lasciato schienare e da stipulazione quest'ultima abbandonò la federazione permettendo a Mero di diventare completamente un heel.

### Breve ritorno in WCW, X Wrestling Federation, TNA e ritiro (2000 - 2005)
Il 26 aprile 2000, Mero ritornò in WCW insieme al suo trainer Ray Rinaldi confrontandosi con Tank Abbott. Nonostante gli venne offerto un contratto, Mero rifiutò perché ormai troppo vecchio e acciaccato per la vita on the road. Lottò pochi match per X Wrestling Federation insieme a Rena Mero fino alla sua chiusura nel 2002. Fra il 2004 e il 2005 lavorò anche per la Total Nonstop Action Wrestling facendo qualche apparizione.
Mero si ritirò ufficialmente dal mondo del wrestling nel 2005.
Nel 2007, in un'intervista, ammise di aver usato steroidi per sette anni e che molti altri wrestler ne abusavano e ciò aveva portato alla loro morte.
Ciò provocò la rabbia di molti wrestler che si sentivano accusati di abusare droga come Mr. Kennedy e Finlay che risposero dicendo che Mero era solo un fallito che non aveva niente a che fare con il wrestling.
Nel gennaio 2008, Mero firmò un contratto con la WWE per la creazione della sua Action Figures prodotta dalla JAKKS ma, per qualche strano motivo, non venne mai messa in vendita.
Nel 1993 si sposò con Sable ma i due divorziarono nel 2004. Si risposò l'11 luglio 2009.

## Personaggio

### Mosse finali
- Marvelocity (Shooting star press)
- Merosault (Moonsault)

### Manager
- Theodore Long
- Kimberly
- Sable
- Jacqueline

## Titoli e riconoscimenti
Pro Wrestling Illustrated
- 101º tra i 500 migliori wrestler singoli nella PWI 500 (1991)
- 59º tra i 500 migliori wrestler singoli nella PWI 500 (1992)
- Rookie of the Year (1991)

World Championship Wrestling
- WCW World Television Championship (3)

World Wrestling Federation
- WWF Intercontinental Championship (1)